# Johannes Mader
Johannes Mader (genannt Foeniseca, * wohl vor 1480 in Augsburg; † wohl nach 1515) war ein deutscher Humanist, Mathematiker und Herausgeber.

## Studium
Der Name Johannes Mader ist im SS 1494 in der Matrikel der Rheinischen Nation der Universität Wien eingetragen. Im gleichen Jahr, am 13. Oktober, erwarb Mader in Wien den Grad eines Bakkalars der freien Künste (baccalaureus artium). Als „Johannes Mader de Augusta“ erscheint er in den Promotionsverzeichnissen. In Ingolstadt immatrikulierte er sich am 18. Mai 1501 und war dort Schüler von Johannes Stabius. Im Jahr 1502 bezog er die Pariser Universität und wurde dort als Bakkalar an der Artistenfakultät aufgenommen (bacchalarius receptus: Johannes Foeniseca, Augustinensis, Vindelicus). Im Jahr 1504 fungierte er als Censor der Studenten des Wiener Poetenkollegs. Seine Publikationen reichen bis zum Jahr 1515.

## Werke
- Opera Ioannis Fœnisecæ Aug(uste)n(sis). Joh. Miller, Augsburg 1515.
- (als Hrsg.): Burchard von Ursberg: Chronicon ab batis Urspergen(sis) a Nino rege Assyriorum magno: usque ad Fridericum II. Romanorum imperatorem. Joh. Miller, Augsburg 1515.